# Tuffi ai campionati mondiali di nuoto 2017 - Trampolino 3 metri sincro misti
La gara dei tuffi dal trampolino 3 metri sincro misti dei campionati mondiali di nuoto 2017 è stata disputata il 22 luglio presso la Duna Aréna di Budapest. La gara è iniziata alle ore 14:00 e vi hanno preso parte 14 coppie di atleti provenienti da altrettante nazioni, ognuna delle quali ha eseguito una serie di cinque tuffi.
La competizione è stata vinta dalla coppia cinese Wang Han e Li Zheng, mentre l'argento e il bronzo sono andati alla coppia britannica Grace Reid e Tom Daley e a quella canadese Jennifer Abel e François Imbeau-Dulac.

## Risultati
| Pos. | Nazione       | Atleti                              | Tot.   | T1    | T2    | T3    | T4    | T5    | Ord. |
| ---- | ------------- | ----------------------------------- | ------ | ----- | ----- | ----- | ----- | ----- | ---- |
| 1    | Cina          | Wang Han Li Zheng                   | 323,70 | 48,00 | 49,80 | 71,10 | 77,40 | 77,40 | 6    |
| 2    | Gran Bretagna | Grace Reid Tom Daley                | 308,04 | 50,40 | 47,40 | 71,10 | 66,60 | 72,54 | 11   |
| 3    | Canada        | Jennifer Abel François Imbeau-Dulac | 297,72 | 48,60 | 49,80 | 63,00 | 66,96 | 69,36 | 9    |
| 4    | Germania      | Tina Punzel Lou Massenberg          | 287,76 | 48,00 | 46,80 | 63,90 | 66,96 | 62,10 | 7    |
| 5    | Australia     | Esther Qin Matthew Carter           | 282,00 | 48,60 | 51,60 | 59,40 | 62,10 | 60,30 | 12   |
| 6    | Colombia      | Diana Pineda Sebastián Villa        | 277,83 | 47,40 | 48,00 | 62,10 | 60,30 | 60,03 | 5    |
| 7    | Italia        | Elena Bertocchi Maicol Verzotto     | 277,35 | 47,40 | 45,00 | 63,00 | 69,75 | 52,20 | 4    |
| 8    | Svizzera      | Michelle Heimberg Jonathan Suckow   | 273,00 | 48,00 | 45,00 | 59,40 | 62,10 | 58,50 | 1    |
| 9    | Russia        | Maria Polyakova Ilia Molchanov      | 270,63 | 45,00 | 45,60 | 58,50 | 56,73 | 64,80 | 8    |
| 10   | Ucraina       | Viktoriya Kesar Stanislav Oliferčyk | 270,06 | 41,40 | 43,80 | 55,80 | 62,10 | 66,96 | 13   |
| 10   | Stati Uniti   | Lauren Reedy Briadam Herrera        | 270,06 | 45,60 | 33,60 | 60,30 | 63,24 | 67,32 | 14   |
| 12   | Nuova Zelanda | Elizabeth Cui Liam Stone            | 255,90 | 46,20 | 43,20 | 56,70 | 45,00 | 64,80 | 10   |
| 13   | Messico       | Arantxa Chávez Julian Sánchez       | 223,80 | 48,00 | 46,20 | 59,40 | 0,00  | 70,20 | 2    |
| 14   | Brasile       | Tammy Takagi Ian Matos              | 184,74 | 0,00  | 40,80 | 52,20 | 53,94 | 37,80 | 3    |